# TASS
TASS (tiếng Nga: ТАСС), tên đầy đủ Thông tấn xã Nga TASS (tiếng Nga: Информацио́нное аге́нтство Росси́и ТАСС, Latin hóa: Informatsionnoye agentstvo Rossii TASS) là thông tấn xã lớn nhất Liên bang Nga, và là một trong các hãng thông tấn lớn nhất toàn cầu, cùng với các hãng Reuteurs, AP và AFP. Thời. thời kỳ Liên Xô hãng đóng vai trò phân phối tin chính cho các cơ quan báo chí, đài phát thanh và đài truyền hình từ trung ương đến địa phương. 
Sau khi Liên Xô giải thể, hãng được đổi tên thành ITAR-TASS từ năm 1992 đến năm 2014, khi hãng lấy lại tên cũ ban đầu.

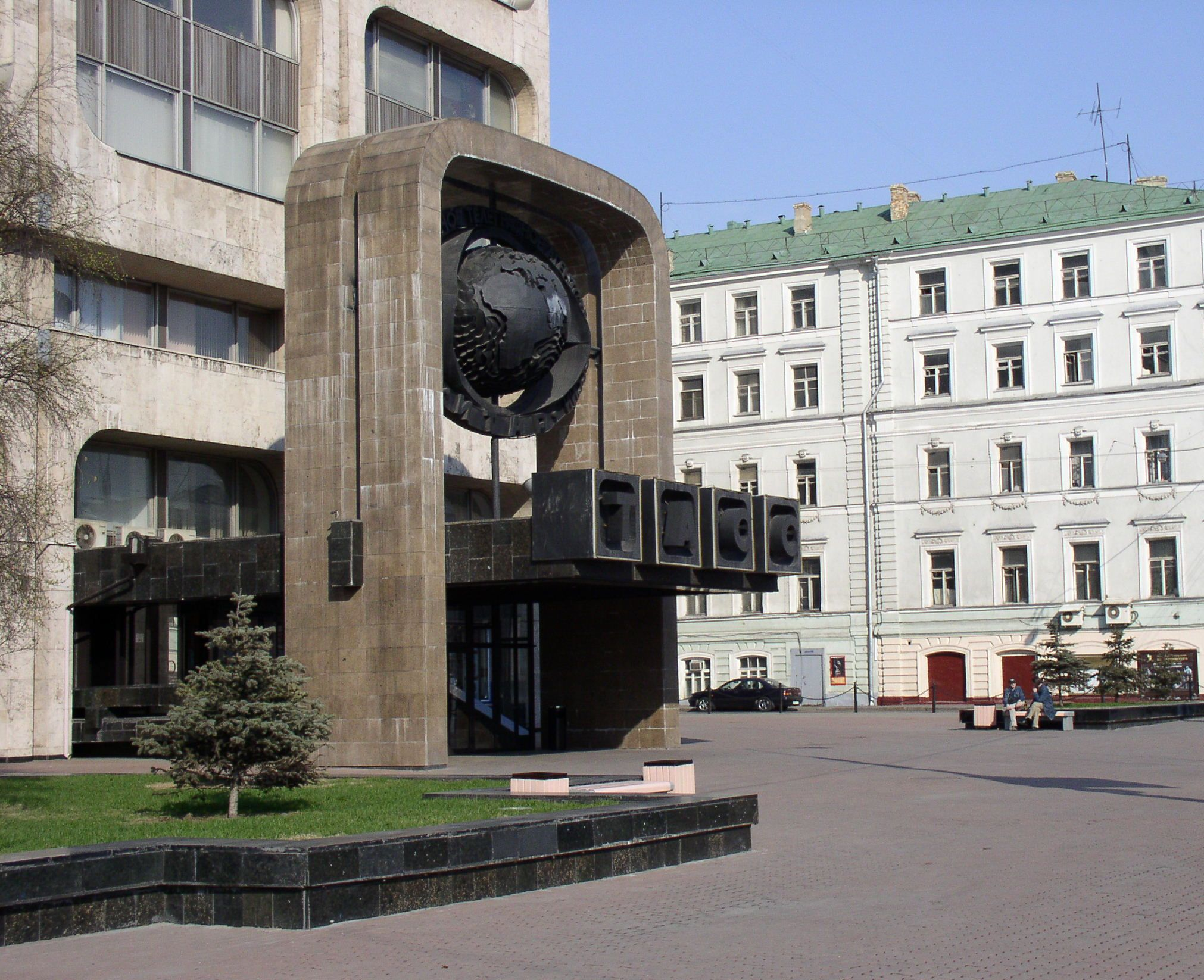
Trụ sở ITAR-TASS tại Moskva

## Lịch sử hình thành và phát triển
Hãng điện tín Saint-Peterburg (SPTA), hãng tin đầu tiên của Nga và cũng là hãng tin mà sau này có tên ITAR-TASS, bắt đầu đi vào hoạt động ngày 1/9/1904.
Ý tưởng sáng lập hãng tin là của Bộ Tài chính, Bộ Nội vụ và Bộ Ngoại giao Nga. Một cuộc hội nghị các bộ trưởng ngày 4/7/1904 đã đi đến thành lập một hãng tin của Chính phủ. Ý tưởng này nhận được sự đồng tình của Nga Hoàng Nicôlas Đệ nhị và Hãng điện tín Saint-Peterburg đã ra đời. Khi đó nhiệm vụ của hãng tin là "đưa tin về các lĩnh vực chính trị, tài chính, kinh tế, thương mại và các lĩnh vực khác theo nhu cầu của công chúng, ở cả trong và ngoài nước".
13/12/1909, hãng được đặt dưới quyền của Hội đồng các Bộ trưởng và chịu sự chỉ đạo trực tiếp của Thủ tướng Petr Stolypin.
Hãng điện tín Petrograd (PTA): 19/8/1914, Vua Nicholas Đệ nhị đổi tên thành phố Saint-Peterburg thành Petrograd, bởi vậy hãng tin SPTA cũng đổi tên thành Hãng điện tín Petrograd (PTA).
Trong cuộc Cách mạng Tháng Mười năm 1917, trụ sở PTA ở đường Pochtampt đã bị Hồng quân Liên Xô chiếm đóng và được Chính quyền Xô Viết dùng để phát đi những thông tin đầu tiên về cuộc Cách mạng lịch sử này đi khắp thế giới.
Vào tháng 3/1918, trụ sở PTA được chuyển về Moskva, nơi mà vào tháng 6 cùng năm, Chính quyền Xô Viết đã xác nhập PTA với Nha Thông tấn của Chính phủ.
Hãng điện tín Nga (ROSTA): ngày 7/9/1918, Chính phủ Xô Viết đổi tên của cơ quan thông tấn do PTA và Nha Thông tấn vừa sáp nhập thành Hãng điện tín Nga (ROSTA). ROSTA đã trở thành hãng tin trung tâm của toàn Liên Xô.
Hãng điện tín của Liên bang Xô Viết (TASS): ngày 10/7/1925, hãng được sáng lập và thay thế chức năng của ROSTA đối với nền báo chí nước Nga Xô Viết. TASS có quyền lợi đặc biệt là có thể truyền tải thông tin từ Liên Xô ra nước ngoài và tiệp nhận thông tin từ nước ngoài vào Liên Xô. TASS bao gồm tất cả các hãng tin của thuộc Liên Xô, đó là: RATAU (Ukraine), BELTA (Belarus), UZTAG (Uzbekistan), KAZTAG (Kazakhstan), GRUZINFORM (Gruzia), AZERINFORM (Azerbaijan), ELTA (Lithuania), ATEM (Moldova), LATINFORM (Latvia), KIRTAG (Kơghizia), TAJIKTA (Tajikistan), ARMENPRESS (Armenia), TURKMENINFORM (Turkmenistan), ETA (Estonia).
Có đến 4000 tờ báo, đài truyền hình, đài phát thanh của Liên Xô và nước ngoài sử dụng thông tin và ảnh của TASS. Có 682 cơ quan đại diện của TASS ở trong nước và 94 cơ quan thường trú ở nước ngoài. Số lượng phóng viên và phóng viên ảnh của hãng cũng lên đến 2000 người.
Hãng thông tin điện tín Nga (ITAR-TASS): tên gọi có từ tháng 1/1992, sau khi Liên Xô tan rã và nước Nga TBCN tuyên bố chủ quyền. Ngày nay ITAR-TASS vẫn là một hãng tin lớn và có uy tín cả trong nước và trên thế giới.
Ngày nay mục tiêu mà ITAR-TASS hướng tới là tăng số lượng người đăng ký thuê bao và đáp ứng nhu cầu thông tin của công chúng. ITAR-TASS tuyên bố: "Chúng tôi có thể chấm dứt mọi cơn khát thông tin" và đề cao phương châm hành động: "Đúng thời điểm, thông tin đáng tin cậy và có chất lượng".

## Tình trạng hiện nay

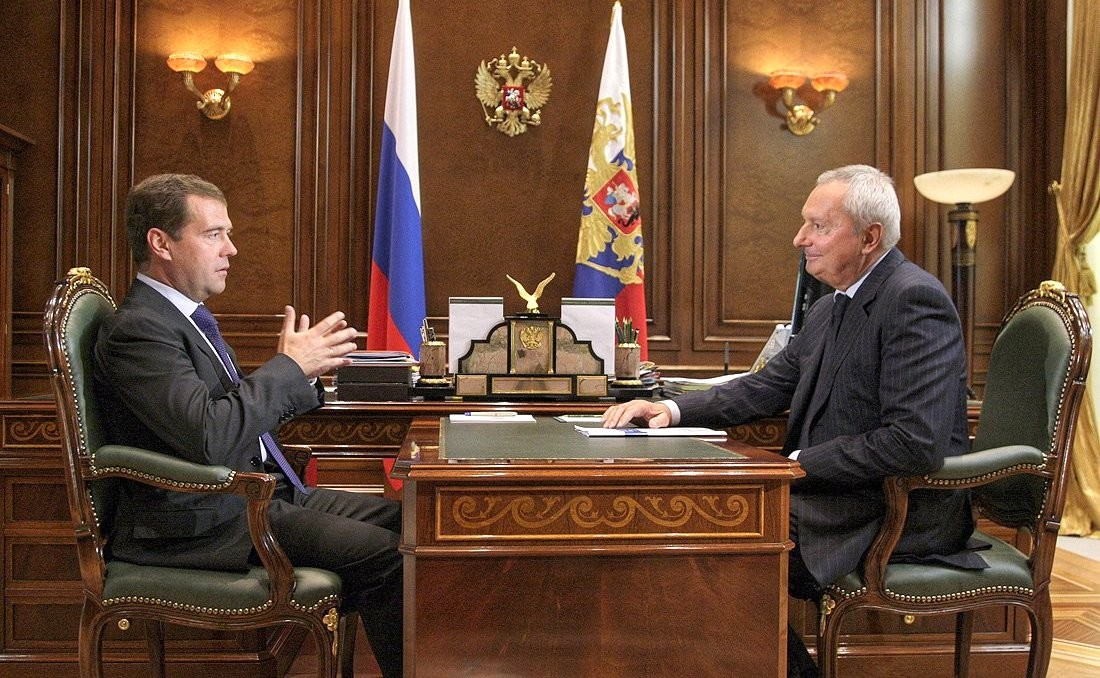
Giám đốc Vitaly Ignatenko và Medvedev

Kể từ khi ra đời cho đến nay, ITAR-TASS vẫn là một trong những hãng tin hàng đầu thể giới. Từ chỗ chỉ cung cấp thông tin cho một số ít người nhất định, ngày nay thông tin của ITAR-TASS mở rộng cửa đối với tất cả những người muốn tìm hiểu thông tin trên toàn thế giới.
Cùng với việc số lượng người đăng ký tăng nhanh, ITAR-TASS đã nhanh chóng cập nhật những công nghệ kỹ thuật mới của thế giới để nâng cao tốc độ cập nhật cùng độ chính xác và hấp dẫn của thông tin. Điều đó thực hiện được là do một mạng lưới phóng viên, cộng tác viên của hãng phân bố rộng khắp. Hiện nay, có một số lượng lớn các cơ quan đại diện và thường trú của hãng ở trong Liên bang Nga và trên toàn thế giới.
Ngoài ra, ITAR-TASS còn cộng tác với hơn 80 hãng tin khác trên thế giới. Bộ phận biên tập của ITAR-TASS tiếp nhận thông tin từ phóng viên và cộng tác viên của họ, kiểm tra và phân tích, sau đó dịch ra 5 thứ tiếng và phát hành.
Với bề dày lịch sử hơn 100 năm phát triển, cùng với việc luôn cập nhật, đổi mới để phù hợp và tồn tại trong xã hội thông tin hiện đại, ITAR-TASS đã trở thành một công cụ truyền tin đầy hiệu quả với một bộ máy phóng viên, biên tập viên, kỹ thuật hoạt động trơn tru, một hãng tin có thể cung cấp thông tin nhanh và đầy đủ về những sự kiện trên toàn Liên bang Nga và thế giới.
Một lĩnh vực khác cũng rất đáng chú ý của ITAR-TASS là nghiệp vụ ảnh báo chí, các phóng viên ảnh của họ có thể nói là những người xuất sắc nhất trong lĩnh vực ảnh báo chí tại Nga. Độc giả có thể truy cập vào trang web để xem những bức ảnh báo chí đặc sắc của ITAR-TASS từ những năm đầu thế kỷ 20 đến nay.
Ngoài ra, còn có một Ngân hàng ITAR-TASS điện tử được thiết lập từ năm 1987, bao gồm tất cả những tài liệu thông tin của hãng cùng các sản phẩm thông tin đa phương tiện và đặc biệt là các đầu sách tham khảo khó tìm. Tất cả những tài liệu này luôn được cập nhật đều đặn.
Người ta ước lượng rằng, trong một ngày, ITAR-TASS đã mang đến cho khách hàng của họ một lượng thông tin tương đương một tờ báo 300 trang.